# ヴァスィリキーウの戦い
ヴァスィリキーウの戦い（ヴァスィリキーウのたたかい、ウクライナ語: Бої за Васильків, ロシア語: Бои за Васильков, 英語: Battle of Vasylkiv）は、2022年ロシアのウクライナ侵攻の際、キーウ攻勢の一環として2月26日にキーウ州オブーヒウ地区ヴァスィリキーウでロシア連邦とウクライナの間で行われた戦いである。

## 戦闘経過
2月26日早朝、ロシア空挺軍の第98親衛空挺師団はキーウの南40kmにあるヴァスィリキーウ市付近に着陸し、ヴァスィリキーウ空軍基地を確保しようと試みた。この都市ではロシア空挺部隊とウクライナ守備隊との間で激しい戦闘が発生した。
アメリカやウクライナ当局によると、01:30にウクライナのSu-27戦闘機が空挺部隊を乗せたロシアのイリューシンIL-76を撃墜した。03:20 に2機目のIL-76が近くの都市ビーラ・ツェールクヴァの上で撃墜された。
ヴァスィリキーウ市長のナタリア・バラシノヴィッチは、この交戦で200人以上のウクライナ人が負傷したと述べた。彼女はその後、ウクライナ軍が市街地近くの軍事空軍基地と中央通りへのロシア空挺部隊による攻撃を撃退し、市内の状況は沈静化したと主張した。ウォール・ストリート・ジャーナル紙は、ウクライナ軍が朝、市内をパトロールしロシア軍の残留兵力を掃討中と報じた。
2月27日早朝、ロシアのミサイルがヴァスィリキーウの石油貯蔵所を攻撃し、炎上させた。
4月3日、中部航空管区司令部、訓練センター、NAU大学の建物に対してロケット弾攻撃が行われ、民間人が負傷した。ミサイルの一部は撃墜された。
4月18日、キーウ州知事オレクサンドル・パヴリュクは、午前中にワシルキウ準州共同体のインフラにロケット弾攻撃が行われたと報告した。市長のは朝のビデオメッセージで「我が国の防空部隊のおかげで、すべては順調だ」と述べた。ロシア国防は、「キエフ地方のワシルキウ居住区で大きな弾薬倉庫が破壊された」と報じた。